# إرشاد طلاب الحقائق
إرشاد طلاب الحقائق إلى معرفة سنن خير الخلائق هو كتاب للإمام النووي على مقدمة أستاذه ابن الصلاح في أصول الحديث أو ما كان يعرف حينها بمصطلح الحديث أي كيفية دراسة السند وتحقيقه وتمييز الصحيح من الضعيف. وقد سرد الإمام النووي في متن الكتاب مدخلا تصنيفيا للأمهات المرجعية لطالب علم الحديث تساعد الدارس كثيرا في تبحره ومتابعته للدراسة كما رجح النووي بعض الآراء على سواها.
ولكن الإرشاد افتقد منح الدارس فكرة عن تدوين الحديث وتسلسله الزمني والدفاع عن نظرية السند والجرح والتعديل وشرحهما وربما هذا لأن عصر النووي لم يكن يطرح هذه المسائل موضع التمحيص.